# Гудьер, Артур
А́ртур Ко́упленд Гу́дьер (англ. Arthur Copeland Goodyer; 1 октября 1854 — 27 декабря 1931) — английский футболист, правый крайний нападающий. Выступал за футбольный клуб «Ноттингем Форест», провёл 1 матч за национальную сборную Англии.

## Биография
Уроженец Стамфорда (Линкольншир), Гудьер увлекался бегом, футболом и крикетом. С февраля 1876 по март 1880 года выступал за футбольный клуб «Ноттингем Форест».
5 апреля 1879 года Гудьер провёл свою единственную игру за национальную сборную Англии в матче против сборной Шотландии на лондонском стадионе «Сарри Крикет Граунд». В той игре англичане обыграли шотландцев со счётом 5:4. Гудьер стал автором третьего гола англичан, забитого на 60-й минуте.
В 1883 году женился на Элизабет Ангрейв. В 1888 году эмигрировал в США. Его приглашали сыграть за сборную США по крикету, но он отказался. Умер в конце декабря 1931 года от травм, полученных в результате наезда автомобиля.